# Villa Aldobrandini
Villa Aldobrandini, pro svou jedinečnou polohu s výhledem známa jako Villa Belvedere, je honosná vila v italské obci Frascati, v regionu Lazio. Objekt je stále v majetku šlechtického rodu Aldobrandiniových, která patří mezi tzv. papežskou šlechtu.

## Popis
Vila skýtá výhled na celé údolí až k Římu. Hlavní osa území, jež od vily klesá, je tvořena cestou, která pokračuje přes město jako Viale Catone. Vila má impozantní fasádu ze 17. století a některé další zajímavé architektonické prvky, jako je například dvojitá galerie, velká exedra u vodního divadla a nádherný park. Zvláště oblíbené je „Teatro delle Acque“ (vodní divadlo), jehož autory jsou Carlo Maderno a Orazio Olivieri.
Uvnitř vily jsou malby manýristických a barokních umělců, jako jsou bratři Zuccariovi, Cavalier D'Arpino a Domenichino. V exteriéru je monumentální brána od Carla Francesca Bizzaccheriho (z počátku 18. století).

## Historie
Původní budova z roku 1550 postavená vatikánským prelátem Alessandrem Rufinim byla přestavěna na příkaz Pietra kardinála Aldobrandiniho, synovce papeže Klementa VIII.
Autorem přestavby do současné podoby v letech 1598 až 1602 je Giacomo della Porta. Přestavbu dokončili Carlo Maderno a Giovanni Fontana.

## Galerie

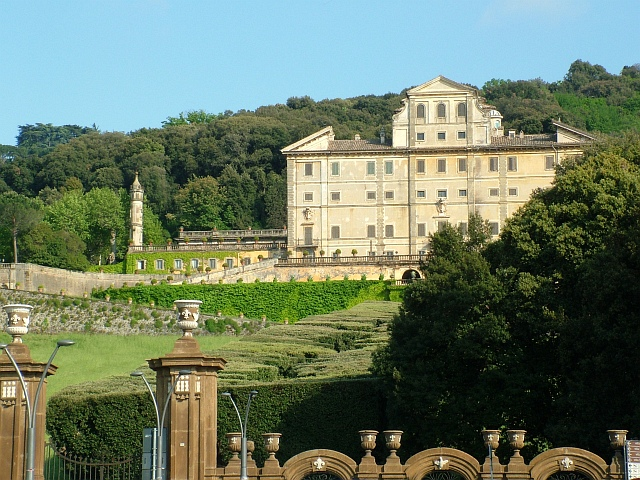
Celkový pohled na villu
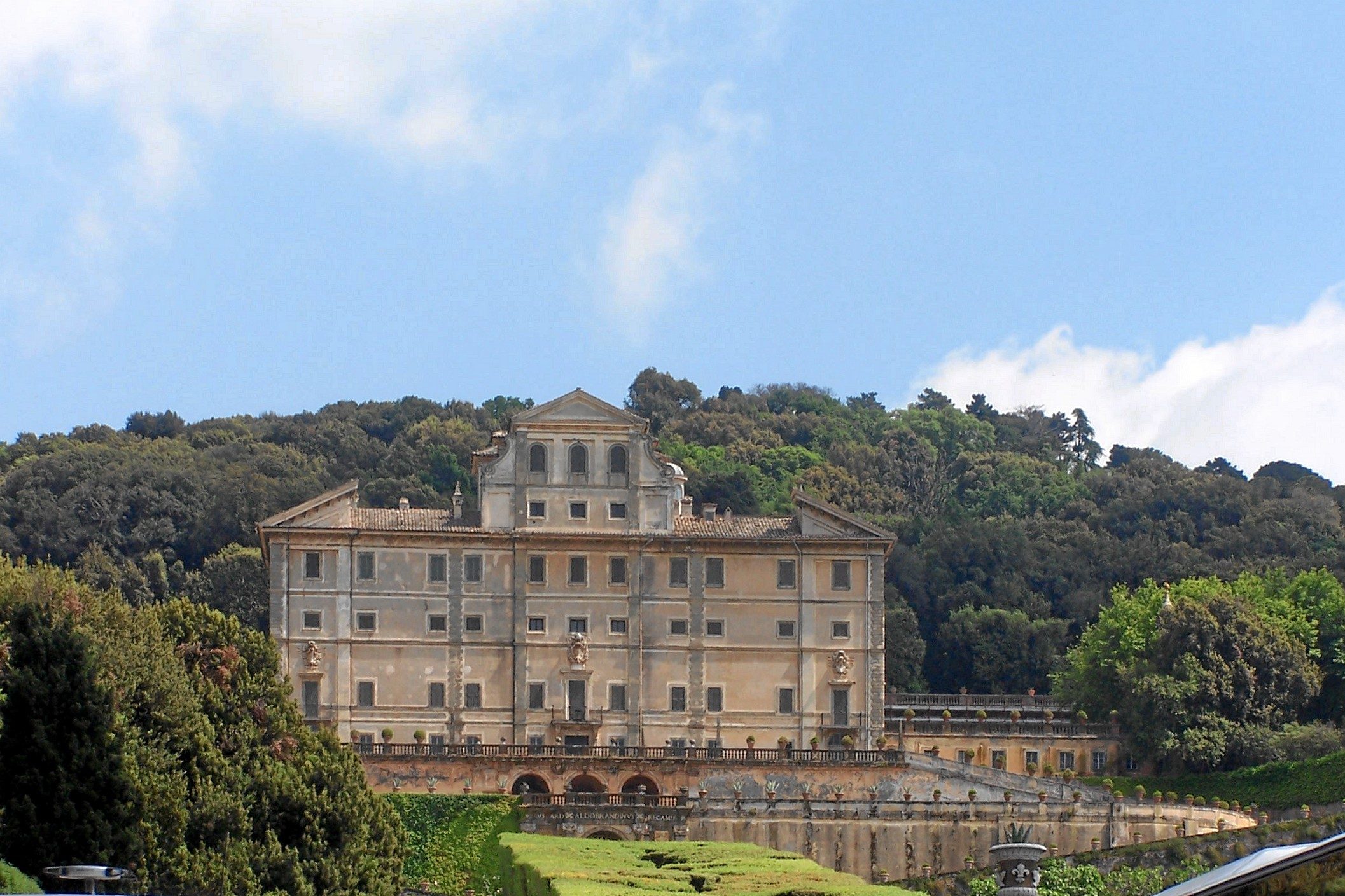
Celkový pohled na villu
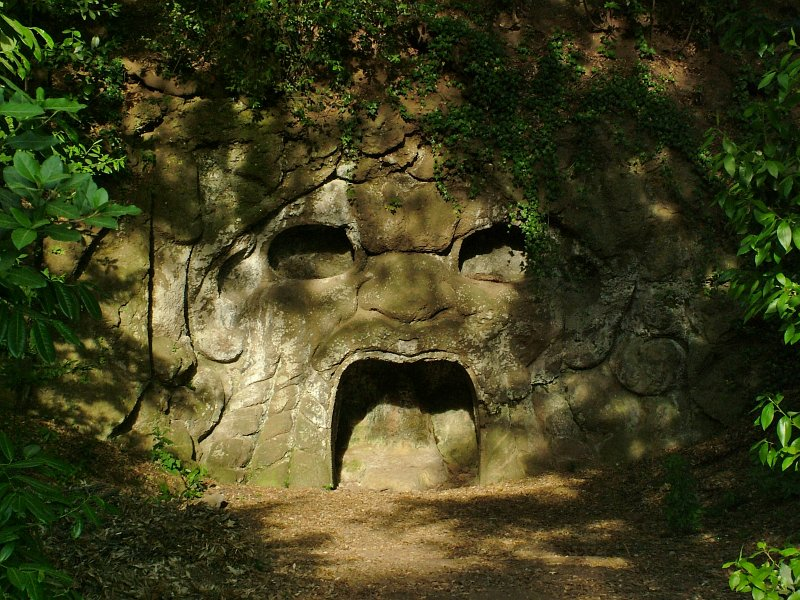
Reliéf vytesaný ve skále v Aldobrandiniovských zahradách
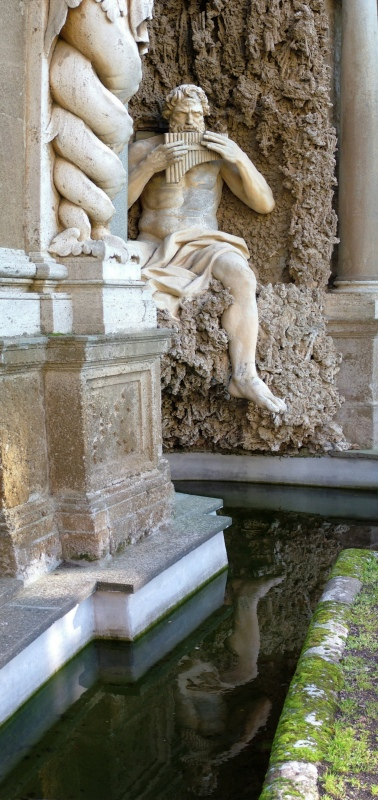
Polyphemus (Jaques Sarazin, kolem roku 1621)